# Hémorragie digestive haute
Pour les articles homonymes, voir HDH.
 Mise en garde médicale
Une hémorragie digestive haute est une hémorragie qui survient en amont de l’angle duodéno-jéjunal ou angle de Treitz : œsophage, estomac et duodénum.

## Symptômes
Une hémorragie digestive haute peut être révélée par :
- une hématémèse qui est un vomissement sanglant (60 % des cas) ;
- un méléna qui est l'émission par l'anus de sang noir digéré (20 % des cas) ;
- une hématochézie ou rectorragie en cas de saignement abondant (moins de 5 % des cas) ;
- un malaise, voir un collapsus, sans hémorragie extériorisée (20 % des cas) ;
- une anémie ferriprive.

## Étiologie
- ulcère gastro-duodénal (40-70 % des cas) ;
- en rapport avec une hypertension portale : rupture de varices œsophagiennes (14 à 28 % des cas), rupture de varices cardio-tubérositaires, gastropathie d'hypertension portale hémorragique ;
- gastrite et duodénite aiguës (15 % des cas) ;
- œsophagite (9 à 12 % des cas) ;
- syndrome de Mallory-Weiss, tumeurs malignes, hernies hiatales, œsophagite peptique, ulcère de Dieulafoy, hémobilie.

## Pronostic
Plusieurs scores de risque ont été développés afin d'estimer le pronostic de l'hémorragie digestive haute. Ils sont basées sur la clinique, la biologie, et parfois les données endoscopiques. Parmi ces scores, on peut citer le « Rockall score », le « Glasgow Blatchford score » et l'AIMS65, seul ce dernier étant spécifique de l'hémorragie sur ulcère gastrique.

## Traitement
Le traitement concerne plusieurs aspects, dont le traitement de l'étiologie. Le traitement de l'hémorragie peut se faire par un traitement vasoactif (terlipressine, somatostatine ou analogue), voire consister en la pose d'une sonde de Blackmore selon les cas.